# Asterio (divinità)
Asterio (in greco antico: Ἀστέριος?, Astérios) o Asterione (in greco antico: Ἀστερίων?, Asteríōn) è un personaggio della mitologia greca, uno dei tremila dèi dei fiumi (Potamoi) figli di Oceano e Teti.

## Mitologia
Asterio fu uno delle tre personificazioni dei fiumi dell'Argolide (gli altri due erano Inaco e Cefiso) che fecero in modo che il territorio dell'Argolide divenisse di Era piuttosto che di Poseidone; quest'ultimo, adirato, fece in modo che ai tre fiumi si seccassero d'estate per l'assenza di piogge.
Asterio ebbe anche le figlie Acrea, Eubea e Prosimna.